# Phật thành

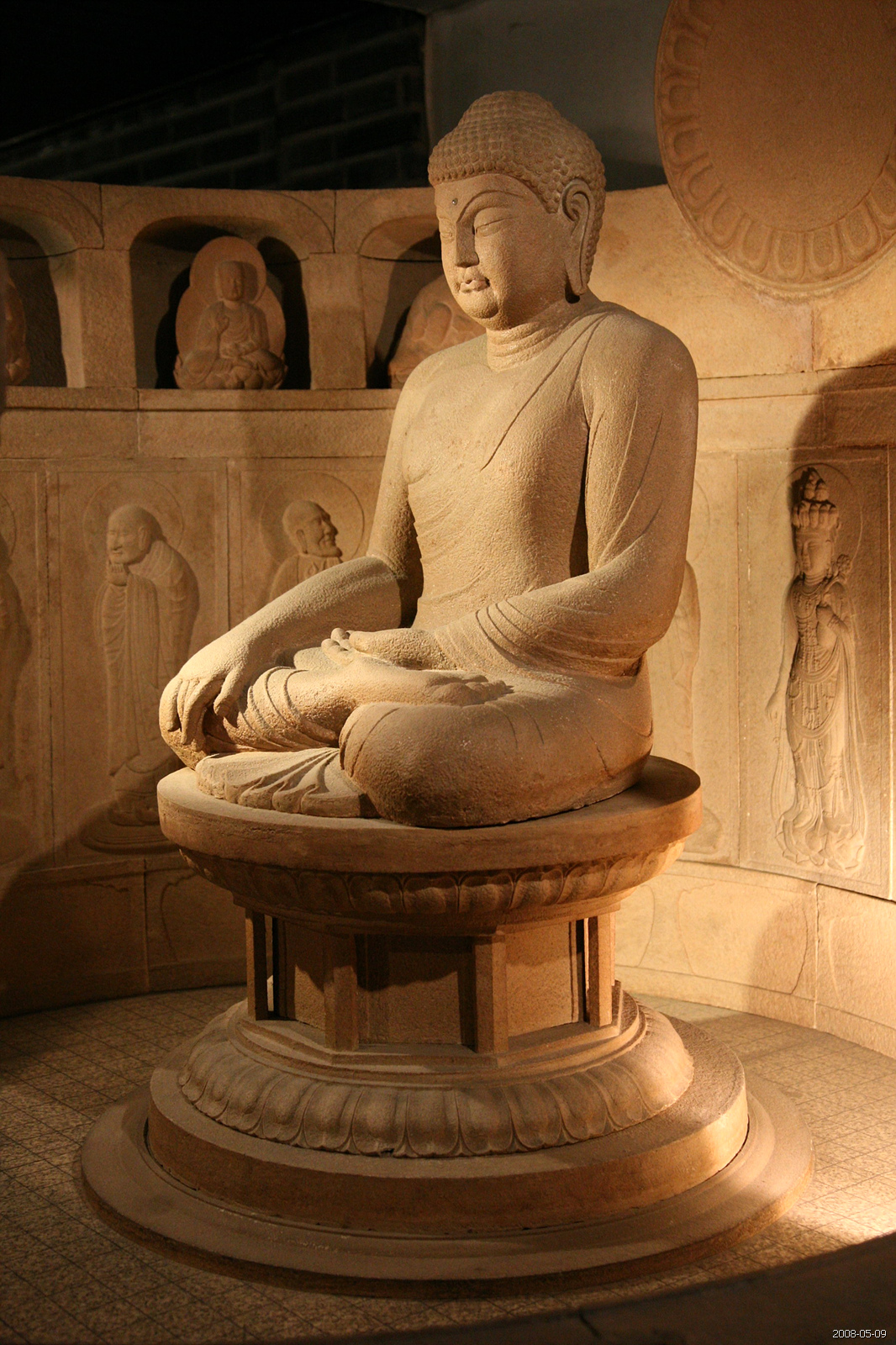
Đức Phật ngồi tại Seokguram, Tân La.

Phật thành hay phật tính (tiếng Phạn: Buddhatva/Buddhatta hay Buddhabhāva; Tiếng Trung:成佛 hoặc 佛果) là điều kiện hay phẩm trật của một vị phật đã "tỉnh thức". Trong Phật giáo, mục tiêu của con đường bồ tát của Đại thừa là Samyaksambuddha (Chánh đẳng giác) nhằm mục đích để người ta có thể mang lại lợi ích cho tất cả chúng sinh bằng cách dạy cho họ con đường chấm dứt khổ đau. Lý thuyết Đại Thừa này tương phản với mục tiêu của lý thuyết Theravada, nơi mục tiêu là đạt tới A la hán của cá nhân.

## Khái niệm
Trong Phật giáo Nguyên thủy, từ Phật nói đến một người đã thức tỉnh nhờ nỗ lực và sự sáng suốt của chính họ, mà không có một vị thầy nào dạy Pháp (tiếng Phạn; Pali dhamma; "cách sống đúng đắn"). Một Samyaksambuddha (Chánh đẳng giác) đã khám phá lại những sự thật và con đường thức tỉnh và dạy những điều này cho những người khác sau khi vị này thức tỉnh. Một Bích-chi Phật (Pratyekabuddha) cũng đạt đến Niết bàn thông qua những nỗ lực của chính mình, nhưng không dạy Pháp cho người khác. Một vị A la hán cần phải tuân theo giáo lý của một vị Phật để đạt được Niết bàn, nhưng cũng có thể thuyết pháp sau khi đạt được Niết bàn.
Trong một số trường hợp, thuật ngữ phật cũng được sử dụng trong Phật giáo Thượng Toạ bộ Theravada để chỉ tất cả những người đạt được Niết bàn, sử dụng thuật ngữ Sāvakabuddha để chỉ định một vị A la hán, một người phụ thuộc vào giáo lý của Đức Phật để đạt được Niết bàn. Theo nghĩa rộng hơn này, nó tương đương với A la hán. Phật tính là trạng thái của một người đã thức tỉnh, người đã tìm thấy con đường chấm dứt cái khổ ("đau khổ", như được tạo ra bởi chấp trước vào dục vọng và nhận thức và suy nghĩ lệch lạc) đang ở trạng thái "Không học thêm nữa".